# Ястребиха (река)
Ястребиха — река в Устюженском районе Вологодской области.
Течёт по территории Никольского сельского поселения на запад до границы с Сандовским районом Тверской области и затем на северо-запад вдоль границы. Длина реки составляет 11 км. Впадает в озеро Кривцово. Устье Ястребихи расположено на южном берегу озера, а напротив него, из северной части озера вытекает река Кать.

## Данные водного реестра
По данным государственного водного реестра России относится к Верхневолжскому бассейновому округу, водохозяйственный участок реки — Молога от истока и до устья, речной подбассейн реки — Реки бассейна Рыбинского водохранилища. Речной бассейн реки — (Верхняя) Волга до Куйбышевского водохранилища (без бассейна Оки).
Код объекта в государственном водном реестре — 08010200112110000006450.